# Jane Kaczmarek
Pour les articles homonymes, voir Kaczmarek.
Jane Frances Kaczmarek est une actrice américaine, née le 21 décembre 1955 à Milwaukee, Wisconsin, États-Unis.

## Biographie
Jane Kaczmarek fait ses débuts en tant qu'actrice dans le téléfilm For Lovers Only en 1982.
Dans les années 1980-1990, elle alterne les seconds rôles au cinéma et à la télévision, avant de décrocher le rôle de Lois dans la série Malcolm. Ce rôle lui apporte la reconnaissance du public et de la profession, puisqu'elle est notamment nommée au Emmy Award de la meilleure actrice dans une série comique tous les ans entre 2000 et 2006, soit sur la durée totale de la série et également au Golden Globe dans la même catégorie en 2001, 2002 et 2003.
Dans la série télévisée Malcolm, elle joue le rôle de Lois, la mère de Malcolm. Faisant preuve d'une grande fermeté face à ses enfants, elle est parfois colérique, souvent excessive, toujours sûre d'elle. Elle est aussi une femme de grands principes qu'elle respecte scrupuleusement : honnêteté et franchise.
En 2002, Jane Kaczmarek a eu son troisième enfant, Mary Louisa. Cette troisième grossesse est intervenue lors de la saison 4, c’est donc à cet événement qu’on doit la naissance de Jamie, le cinquième enfant de la famille, dans la série.
En 2013, elle reprend son rôle de Lois de la série Malcolm le temps d'une fin alternative à la série Breaking Bad, au côté de Bryan Cranston.
Kaczmarek a également prêté sa voix au personnage du juge Constance Harm dans 8 épisodes de la série Les Simpson entre 2001 et 2010.
Elle interprète de nouveau un juge durant les deux saisons de la série Raising the Bar : Justice à Manhattan (2008-2009).
Depuis la fin de la série Malcolm, elle joue les guest dans un grand nombre de séries télévisées comme New York, unité spéciale en 2013 et le rôle déjanté du Dr Gallo dans la série The Big Bang Theory en 2016.
En 2017, elle fait partie de l'adaptation cinématographique de la série CHiPs, avant d’apparaître dans l'acclamé film 6 Balloons en 2018, tout en apparaissant la même année, en guest star dans la série à succès This Is Us.
En 2020, elle apparait dans le 14e épisode de la 1re saison de la série Mixed-ish, puis obtient le rôle principal dans le drame indépendant Killing Eleanor, qui est ovationné par la critique.
Elle prend part au court-métrage 2 Timers, qui sort en 2021.
L'année 2024 se voit marquée par le rôle principal dans le court-métrage And Now I Lay Me Down, aux côtés de Eric Roberts, qui est acclamé par la critique.

### Vie privée
Elle fut mariée de 1992 à 2009 à l'acteur Bradley Whitford, père de ses trois enfants : Frances Genevieve (31 octobre 1997), George Edward (23 décembre 1999) et Mary Louisa (25 novembre 2002). En juin 2009, la comédienne et son époux Bradley Whitford annoncent leur divorce.
Jane a subi un remplacement de hanche en avril 2004, en raison d'une arthrite chronique. Elle a récupéré rapidement et a utilisé une radio de sa nouvelle hanche pour sa campagne d'Emmy l'été suivant, se faisant de la publicité elle-même comme étant « the only Emmy nominee with an artificial hip (except for Anthony LaPaglia) » — « la seule nomination aux Emmy avec une hanche artificielle (à l'exception d'Anthony LaPaglia) ».
En 2006, Jane et Erik Per Sullivan ont postfacé le livre d'enfants Together (en) qui explique l'importance du bétail aux personnes pauvres dans le monde, inspiré par la mission de l'organisation à but non lucratif Heifer International.

## Filmographie

### Cinéma
- 1983 : The Last Leaf  : Joanna Brady
- 1983 : Retour vers l'enfer (Uncommon Valor) : Mme Wilkes
- 1984 : Drôles d'affaires (Door to Door)  : Katharine Holloway
- 1984 : Falling in Love d'Ulu Grosbard : Ann Raftis
- 1985 : Le Garçon qui venait du ciel (The Heavenly Kid) : Emily Barnes
- 1988 : Vice Versa  : Robyn Seymour
- 1988 : Mort à l'Arrivée : Gail Cornell
- 1989 : All's Fair : Linda
- 1996 : Fantasmes sauvages (Wildly Available) de Michael Nolin : Rita Goodman
- 1996 : L'Héritage de la haine (The Chamber) : Dr Biddows Anne
- 1997 : Le Spittin 'Image (court-métrage)
- 1998 : Pleasantville : Maman de David
- 2013 : Lost on Purpose de Eshom et Ian Nelms : Madame Liz
- 2015 : The Boat Builder de Arnold Grossman : Katherine
- 2016 : Wolves at the Door  : Mary
- 2017 : CHiPs : Capitaine Jane Lindel
- 2018 : 6 Balloons de Marja-Lewis Ryan : Gloria

### Télévision
- 1982 : For Lovers Only (TV) : Margie Spoleto
- 1983 : Hôpital St. Elsewhere (3 épisodes) : Sandy Burns
- 1983 : Les enquêtes de Remington Steele (saison 2 épisode 3) : Barbara Troy Dannon
- 1983 : Les deux font la paire (1 épisode) : Penny / Princess Salana Sharese Khan
- 1983-1984 : The Paper Chase (8 épisodes) : Connie Lehman
- 1984 : Something About Amelia (TV) : Mme Hall
- 1984 : Capitaine Furillo (6 épisodes) : Officier Clara Pilsky
- 1984 : Vol 90 : catastrophe sur le Potomac (TV) : Donna Olian
- 1984 : Harry Fox, le vieux renard (1 épisode) :
- 1985 : Hometown (10 épisodes) : Mary Newell Abbott
- 1986 : Le droit au meurtre (TV) : Alicia
- 1986 : Le Cadeau de Noël (en) (The Christmas Gift) : Susan
- 1987 : À nous deux, Manhattan (2 épisodes) : Nina Stern
- 1987 : Les Trois Rois (TV) : Dr Bolet Paula
- 1988 : Journey Into Genius (1 épisode) : Susan Glaspell
- 1989 : Spooner (TV) : Gail Archer
- 1990-1991 : Equal Justice (en) (26 épisodes) : Linda Bauer
- 1993 : Big Wave Dave's (en) (6 épisodes) : Karen Fisher
- 1994 : Monty (1 épisode) : Nickerson
- 1994 : New York, police judiciaire (1 épisode) : Janet Rudman
- 1994 : La Loi de Los Angeles (1 épisode) : Cass' Atty. Gershonwood
- 1994 : Without Warning (en) (TV) : Dr Jaffe Caroline
- 1994 : ABC Afterschool Special (1 épisode) : Mary Reed
- 1995 : Un drôle de shérif (1 épisode) : Janice Neiman
- 1995-1996 : La Vie à cinq (2 épisodes) : Helene Thompson
- 1996 : Les Anges du bonheur (1 épisode) : Bonnie Bell
- 1996 : ABC Afterschool Special (1 épisode) : Nancy Gallagher
- 1996 : Apollo 11 (TV) :  Jan Armstrong
- 1996-1997 : Cybill (5 épisodes) : Holly
- 1996-1997 : Frasier (2 épisodes) : Maureen Cutler
- 1997 : The Practice : Donnell et Associés (2 épisodes) : Pamela Boyd
- 1999 : La Vie à cinq (1 épisode) : Helene Thompson
- 1999-2000 : Felicity (5 épisodes) : Carol Anderson
- 2000-2006 : Malcolm (150 épisodes) : Lois
- 2001 : Jenifer (TV) : Valerie Estess
- 2001-2022 : Les Simpson : la juge Constance Harm (9 épisodes)
- 2005 : Mon comeback (1 épisode) : Elle-même
- 2006-2007 : Help Me Help You (6 épisodes) : Anne Hoffman
- 2008-2009 : Raising the Bar : Justice à Manhattan (25 épisodes) : Le juge Trudy Kessler
- 2010 : Des bleus au cœur (Reviving Ophelia) (TV) : Marie
- 2010 : Who Gets The Parents (TV) : Phyllis
- 2011 : Wilfred (1 épisode) : Beth
- 2011 : Whitney (épisode pilote) : Patti Morris
- 2011 : Ruth & Erica (1 épisode) : Brenda
- 2012 : Whitney (2 épisodes) : Candi
- 2012-2013 : The Middle (Saison 4, épisodes 7 et 17) : Sandy Armwood
- 2012-2015 : Jake et les Pirates du Pays imaginaire (12 épisodes) : voix de Red Jessica
- 2013 : New York, unité spéciale (Saison 14, épisode 11) : procureure Pam James
- 2013 : Breaking Bad (bonus DVD) : reprend le rôle de Lois (Malcolm) dans une fin alternative parodique[6]
- 2013-2014 : Us and Them (7 épisodes) : Pam
- 2014 : Phinéas et Ferb (1 épisode) : voix de Denise
- 2014-2017 : Playing House (7 épisodes) : Gwen Crawford
- 2015 : The McCarthys (1 épisode) : Eilleen
- 2015 : Salem Rogers (TV) : Dana
- 2015 : Big Time in Hollywood, FL (2 épisodes) : Dr Moore
- 2015 : Penn Zero: Part-Time Hero (1 épisode) : voix du Coach Jackie
- 2016 : The Big Bang Theory (saison 9, épisode 12) : Dr Gallo
- 2016 : Cooper Barrett's Guide to Surviving Life (saison 1, épisode 10) : Cindy Barrett
- 2017 : Long Day's Journey Into Night: Live (TV) : Mary Tyrone
- 2018 : This Is Us (saison 3, épisode 3) : Mrs Philips
- 2019 : Mixed-ish (saison 1, épisode 14) : Éléonore, la mère de Paul.
- 2023 : The Changeling (en) (saison 1, épisode 5) : Cal

## Nominations
| Récompense    | Année | Catégorie                         | Série   | Reçue |
| ------------- | ----- | --------------------------------- | ------- | ----- |
| Emmy Award    | 2000  | Meilleure actrice - Série comique | Malcolm | Non   |
| Emmy Award    | 2001  | Meilleure actrice - Série comique | Malcolm | Non   |
| Emmy Award    | 2002  | Meilleure actrice - Série comique | Malcolm | Non   |
| Emmy Award    | 2003  | Meilleure actrice - Série comique | Malcolm | Non   |
| Emmy Award    | 2004  | Meilleure actrice - Série comique | Malcolm | Non   |
| Emmy Award    | 2005  | Meilleure actrice - Série comique | Malcolm | Non   |
| Emmy Award    | 2006  | Meilleure actrice - Série comique | Malcolm | Non   |
| Golden Globes | 2001  | Meilleure actrice - Série comique | Malcolm | Non   |
| Golden Globes | 2002  | Meilleure actrice - Série comique | Malcolm | Non   |
| Golden Globes | 2003  | Meilleure actrice - Série comique | Malcolm | Non   |

## Voix francophones
En France, Marion Game (décédée en mars 2023) a été la voix régulière de Jane Kaczmarek de 2001 à 2018.
En France
| - Marion Game (*1938 - 2023) , dans : - Malcolm (série télévisée) - Jenifer (téléfilm) - Help Me Help You (en) (série télévisée) - Raising the Bar : Justice à Manhattan (série télévisée) - Des bleus au cœur (téléfilm) - The Middle (série télévisée) - New York, unité spéciale (série télévisée) - 6 Balloons | Et aussi - Anne Kerylen (*1943 - 2021) dans La Vie à cinq (série télévisée) - Catherine Privat dans L'Héritage de la haine - Pascale Jacquemont dans Pleasantville - Tania Torrens (*1945 - 2024) dans Felicity (série télévisée) - Brigitte Berges dans The Big Bang Theory (série télévisée) - Maïté Monceau dans Wolves at the Door - Laurence Crouzet dans The Changeling (en) (série télévisée) |